# Lauren Cohan
Lauren Cohan (sinh ngày 7 tháng 1 năm 1982) là một nữ diễn viên và người mẫu người Mỹ. 

## Danh sách phim

### Điện ảnh
| Năm  | Tên                                | Vai                 | Ghi chú |
| ---- | ---------------------------------- | ------------------- | ------- |
| 2005 | The Quiet Assassin                 | Alessia             |         |
| 2005 | Casanova                           | Sister Beatrice     |         |
| 2006 | Van Wilder: The Rise of Taj        | Charlotte Higginson |         |
| 2008 | Float                              | Emily Fulton        |         |
| 2010 | Young Alexander the Great          | Leto                |         |
| 2010 | Practical                          | Lauren              |         |
| 2011 | Death Race 2                       | September Jones     |         |
| 2014 | Reach Me                           | Kate                |         |
| 2016 | The Boy                            | Greta Evans         |         |
| 2016 | Batman v Superman: Dawn of Justice | Martha Wayne        |         |
| 2017 | All Eyez On Me                     | Leila Steinberg     |         |
| 2018 | Mile 22                            | Alice               |         |